# Sultanato di Siria
Il Sultanato di Siria o Sultanato di Damasco è stato un dominio costituito dai Turchi selgiuchidi in Siria nell'XI-XII secolo.

## Storia

### Tutush I e la creazione del sultanato
Il sultanato venne creato nella seconda metà dell'XI secolo da Tutush I, fratello del gran sultano dell'Impero selgiuchide, Malik Shah I. Questi occupò la Siria, sottraendola al controllo dei locali principi arabi e dei signorotti turchi già insediativisi. Nel 1079, Tutush, per affermare il proprio potere, fece assassinare l'emiro selgiuchide di Damasco, Atsïz, rendendo la città la propria capitale.
Nel 1085 il sultano si rivolse contro i propri cugini settentrionale, i Selgiuchidi del Sultanato di Nicea, che sconfisse ad Aleppo, dove insediò quale atabeg Aq Sunqur, il capostipite degli Zengidi, e ad Antiochia, dove cadde lo stesso sultano niceno Suleyman I.
Tutush divenne dunque l'unico signore delle terre comprese tra l'Egitto fatimita e Aleppo. Dopo la morte del fratello Malik Shāh, nel 1092, e la guerra di successione tra i nipoti Mahmud I e Barkiyaruq, Tutush tentò di estendere ulteriormente il proprio potere a scapito dei Selgiuchidi dell'Iran, ma, tradito da Aq Sonqur di Aleppo, mosse contro di questi, uccidendolo nella battaglia di Tell al-Sultan (1094) e prendendo il diretto controllo della Siria settentrionale.

### Divisione e caduta del regno
Dopo la morte di Tutush, nel 1095, il sultanato non gli sopravvisse. Venne diviso tra il figlio minore Duqaq, cui spettava l'eredità, che si insediò a Damasco, e il figlio maggiore Ridwan ibn Tutush, che, ribellatosi al fratello, prese Aleppo. La guerra civile conseguente alla suddivisione del regno e la debolezza dei due signori portarono a un crescente potere i loro governatori, gli atabeg. I Selgiuchidi di Siria non furono dunque in grado di opporsi validamente all'aggressione fatimide nel sud e, soprattutto, a quella franca della Prima Crociata (1098-1099), che portò in pochi anni l'intera fascia costiera della Siria-Palestina nelle mani dei Latini, che vi insediarono quattro Stati: il Regno di Gerusalemme, la Contea di Edessa, la Contea di Tripoli e il Principato di Antiochia.
Nel 1104 la morte di Duduq portò al potere a Damasco l'atabeg Toghtigin, che vi insediò un'autonoma dinastia, quella dei Buridi, immediatamente riconosciuta dal califfo di Baghdad, che approfittava della debolezza dei Selgiuchidi per liberarsi della loro tutela. Nel 1113, invece, nel nord la morte di Ridwan portò al potere il figlio Alp Arslan, ancora minorenne, che venne posto sotto la reggenza dell'atabeg Lu'lu'. Dopo la morte di Alp Arslan nel settembre del 1114, la città passò nelle mani dell'ortuqide Ilghazi, ponendo così fine alla signoria selgiuchide di Damasco.